# Josef Foerster

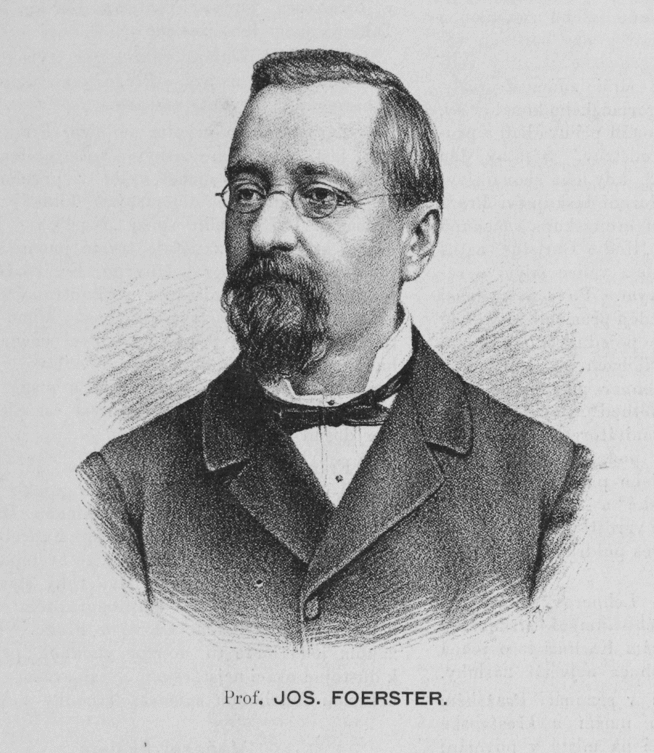
Josef Foerster 1886.

Josef Foerster, född den 22 februari 1833 i Wosenitz, död den 3 januari 1907 i Prag, var en böhmisk organist och komponist, bror till Anton Foerster, far till Josef Bohuslav Foerster.
Foerster var verksam vid olika kyrkor i Prag som organist och kördirigent. År 1887 blev han körledare vid Vituskatedralen. Dessutom undervisade han vid konservatoriet i musikteori. Han komponerade mässor, rekvier, körverk och orgelstycken.